# Francisco López de Zúñiga y Mendoza
Francisco Diego López de Zúñiga Guzmán Sotomayor y Mendoza (Béjar, 1596 - Béjar, 1 de noviembre de 1636) fue un noble español de la Casa de Zúñiga. Entre sus títulos nobiliarios se cuentan: VII duque de Béjar y de Plasencia, Grande de España, VIII marqués de Gibraleón, IX conde de Belalcázar, VIII de Bañares, XI vizconde de la Puebla de Alcocer, justicia y alguacil mayor hereditario de Castilla, Primer Caballero del Reino, Caballero de la Orden del Toisón de Oro, capitán general de las costas de Andalucía, capitán general de Extremadura y de las fronteras de Castilla.

## Ascendencia
Hijo de Alonso Diego López de Zúñiga y Sotomayor, VI duque de Béjar y de Plasencia, Grande de España, VII marqués de Gibraleón, VIII conde de Belalcázar, VII de Bañares, X vizconde de la Puebla de Alcocer, justicia y alguacil mayor hereditario de Castilla, caballero de la Orden del Toisón de Oro, y de su esposa Juana de Mendoza y Enríquez, hija de Iñigo López de Mendoza, V duque del Infantado, y de su esposa Luisa Enríquez de Cabrera.

## Matrimonios y descendencia
Se casó el 13 de noviembre de 1616 con su prima hermana, Ana de Mendoza de la Vega y Luna, III duquesa de Mandas y Villanueva, III marquesa de Terranova, hija de Juan Hurtado de Mendoza, II duque de Mandas y Villanueva y de su esposa Ana de Mendoza y Enríquez, VI duquesa del Infantado. 
La ceremonia matrimonial fue celebrada en la iglesia parroquial de Becedas (Ávila) por el obispo fray Enrique Enríquez. Por bula de 2 de enero de 1614 el papa Pablo V les otorgó la licencia pontificia por parentesco consanguíneo. Las capitulaciones matrimoniales fueron ratificadas según testimonio de 20 de julio de 1620. Su esposa Ana otorgó testamento el 28 de enero de 1629, y falleció el 5 de febrero de 1629. 
Tuvo en su matrimonio cinco hijos;
- Alonso Diego, sucesor en sus títulos y estados, y fue VIII duque de Béjar y Plasencia,
- Juan Manuel, I marqués de Valero, sucedió a su hermano Alonso Diego, y fue IX duque de Béjar y Plasencia.
- Diego, comendador de Paracuellos en la Orden de Santiago, casado con Leonor Dávila y Ulloa, V marquesa de Loriana y II de la Puebla de Ovando, con descendencia.
- Iñigo, falleció joven.
- Juana María Nicolasa, casada con Diego Roque Fernández Pacheco y Portugal, VII marqués de Villena y VII de Escalona.

Viudo se casó el duque Francisco Diego en 1632 con su prima Francisca Pacheco Mendoza, hija de Juan Pacheco Téllez Girón, II conde de la Puebla de Montalbán, y de su esposa Isabel de Mendoza y Aragón. Las capitulaciones matrimoniales fueron otorgadas el 23 de junio de 1632. El papa Urbano VII le concede por bula de 15 de julio de 1632 dispensa por parentesco consanguíneo. El rey Felipe IV le da por carta de 13 de julio de 1632 la enhorabuena por su casamiento con Francisca Pacheco Mendoza. Su esposa Francisca falleció el 15 de diciembre de 1648. En su segundo matrimonio tuvo dos hijos;
- Isabel, religiosa.
- Francisco, quien falleció sirviendo en Flandes en el 1638 y cuyo hermano Alonso Diego dispuso que fuera enterrado en Plasencia.

## Caballero de la Orden del Toisón de Oro
El duque Francisco Diego fue elegido caballero de la Orden del Toisón de Oro por el rey Felipe IV el 27 de mayo de 1621 e investido por el rey en Madrid el 11 de junio de 1621.

## Al servicio del rey Felipe IV de España
Defendió la costa andaluza contra los ataques de los corsarios ingleses en 1621, fortificó el puerto de Cádiz en 1622. Sirvió en 1626 con sus lanzas en las revueltas de Aragón y Cataluña.

### Informaciones, Solicitaciones y Órdenes del rey Felipe IV al duque Francisco Diego
El rey Felipe IV durante su reinado comunicó por cartas (con firma autógrafa y sello de placa) con el duque Francisco Diego sobre diferentes asuntos, entre ellos:
El 21 de noviembre de 1621, Madrid, le informa del nacimiento de la infanta María Eugenia. El 1.º de noviembre de 1623 le informa de la creación de una junta para la conservación y seguridad del reino y sus vasallos, y le solicita su parecer al respecto. El 29 de noviembre de 1623, Madrid, le informa del nacimiento de la infanta Margarita María Catalina. El 1 de febrero de 1624, El Pardo, Madrid, le solicita dar orden de elaborar una relación de la gente de armas que tienen obligación de acudir en defensa y socorro de las costas marítimas. El 21 de octubre de 1624, Madrid, le confirma las mercedes que le solicitó para su hijo primogénito Alonso Diego. El 14 de marzo de 1625, Madrid, le solicita, que envíe a la gente, que pondrá a las órdenes de Juan Manuel Pérez de Guzmán, VIII duque de Medina Sidonia, capitán general de las costa de Andalucía, y a las de Fernando Girón, de los Consejos de Estado y Guerra, para la defensa militar de Cádiz.
El 26 de marzo de 1625, Madrid, le informa sobre aprestos militares para la defensa del reino de Valencia. El 28 de marzo de 1625, Madrid, le encarga, que haga rogativas en sus estados por la resolución de los males que afligen al estado y que atienda al castigo y remedio de los pecados públicos. El 29 de marzo de 1625, Madrid, le informa sobre aprestos militares para la defensa del reino de Cerdeña. El 13 de mayo de 1625, Madrid, le solicita un donativo voluntario para la defensa de los reinos de España. El 13 de septiembre de 1625, Madrid, le interroga sobre las causas, por las cuales no acudió la gente de la villa de Burguillos del Cerro a la bailía de Jerez de la Frontera. El 28 de diciembre de 1625, Madrid, le solicita, que tenga dispuestas ciertas lanzas a su servicio. El duque Francisco Diego da instrucción el 26 de enero de 1626 a su gentilhombre de cámara Pedro Dorantes de Tortoles para que conduzca 12 lanzas al reino de Aragón, de acuerdo a lo solicitado por el rey. El duque Francisco Diego da al rey Felipe IV una relación, de fecha 13 de febrero de 1627, de las lanzas con las que le servía. El 24 de enero de 1627, Madrid, le comunica, que ha resuelto que en las ciudades y villas se instituya una junta donde se trate de la crianza y educación de los niños huérfanos. El 6 de julio de 1630, Madrid, le pide facilitar la celebración del Parlamento General en Cerdeña al marqués de Bayona, lugarteniente y capitán general en aquel reino. El 4 de abril de 1632, Madrid, le solicita, que preste el debido juramento y pleito homenaje al príncipe de Asturias Baltasar Carlos, como legítimo heredero y sucesor.
Por real provisión de 13 de julio de 1632 el rey Felipe IV lo nombra capitán general de Extremadura. Por real provisión de 14 de octubre de 1632, Madrid, le convoca a las Cortes de Aragón, que se van a celebrar en Teruel. El 19 de octubre de 1632, Madrid, le ordena disponer la leva de gentes de su coronelía para la ciudad de Murcia. El 1.º de diciembre de 1632, por intermedio del secretario del despacho, recibe informes sobre el asunto de su coronelía.
El 27 de febrero de 1636, por intermedio del secretario del despacho, le comunica su nombramiento de capitán general de las costas de Andalucía, y le ordena acudir a defender Andalucía, Portugal y las costas de Granada y Murcia. Por cartas del 1631 al 1639 le informa el rey Felipe IV sobre la dotación de los presidios y le subroga el servicio de lanzas, por la paga de los soldados para la custodia de dichos presidios.
En febrero de 1627 el duque Francisco Diego hizo hacer una relación de las lanzas, hombres de armas provistos de dos cabalgaduras, con que servía al rey Felipe IV. y en abril de 1636 una relación de las mercedes solicitadas al rey Felipe IV, como pago y satisfacción de las levas que hizo a su servicio.
El reclutamiento de soldados a sus expensas durante el reinado de Felipe IV ocasionó una grave crisis en la economía del ducado. El duque Francisco Diego, como otros grandes, no se atrevió a negar su ayuda, necesitando el favor real para conseguir nombramientos y mercedes para sus hijos.

### Asistencia al infante cardenal Fernando, gobernador de Flandes, en la Guerra de los Treinta Años
A la muerte del archiduque Alberto en 1621 y renuncia de su esposa la infanta Isabel Clara Eugenia, tía del rey Felipe IV, al gobierno de Flandes y a su fallecimiento en noviembre de 1633, se decide Felipe IV enviar a su hermano, el infante Fernando, cardenal y arzobispo de Toledo. Felipe IV ordenó levantar infantería para la asistencia del infante cardenal Fernando, en Extremadura al duque de Béjar, en Andalucía al duque de Medina Sidonia y al duque de Osuna, en el reino de Córdoba y Jaén al duque de Arcos y al marqués de Priego, en el reino de Aragón al duque de Cardona
La correspondencia entre 1631 y 1635 enviada por los secretarios del Consejo de Guerra al duque Francisco Diego solicitando despacho por orden del rey Felipe IV, relacionada con la leva y paga de los soldados, se conserva en el Archivo Histórico Nacional. El rey Felipe IV por carta escrita en Madrid el 1.º de enero de 1633 al duque Francisco Diego, le pide disponer el reclutamiento de infantes, según lo dispuesto por las ordenanzas militares, en la plaza de armas de la ciudad de Vélez Málaga, Málaga, para el viaje a Flandes. Por real cédula de 1.º de enero de 1633 el rey Felipe IV ordena al consejo de la ciudad de Alcalá la Real que dé asistencia a los capitanes que van alistar a gente para acompañar al cardenal infante en su viaje a Flandes. Por cartas de 18 y 21 de enero de 1634, Madrid, le comunica, que ha resuelto mandar a Flandes soldados de infantería para asegurar el territorio, y le ordena que haga una leva de 1500 infantes y que los mande a Fuenterrabía. El 16 de agosto de 1633, Madrid, le ordena que las compañías militares bajo su comando, se embarquen desde la ciudad de Málaga hacia Cádiz. El 30 de septiembre de 1633, Madrid, le ordena, que las compañías de su leva en Murcia, Cuenca y Albacete, se embarquen en las galeras de Génova, que estaban en Barcelona y debían de parar en Cartagena.
El rey Felipe IV por carta de 4 de octubre de 1633 le agradece el servicio prestado de haber acompañado al Infante Cardenal en sus viajes y en agradecimiento le ofrece dos garañones para su yeguada de Belalcázar (Córdoba). El 23 de noviembre de 1633, Madrid, le ordena que junte a la gente de armas a su servicio en la ciudad de Cádiz. Por cartas de 24 de junio y de 30 de julio de 1635 le encarga hacer la leva de 500 infantes, que deberá mandar a la Coruña. Por facultad real Felipe IV le concede licencia para que tome censos a sus estados para sufragar los gastos militares. Por carta de 17 de octubre de 1636 Felipe IV le da órdenes, instrucciones e informaciones referentes a las guerras contra Portugal, Francia e Inglaterra.

## Regidor perpetuo de la ciudad de Salamanca
Por escritura de 22 de octubre de 1634 compra el cargo de regidor perpetuo de la ciudad de Salamanca. El oficio lo desempeñó corto tiempo. Por real cédula de 27 de febrero de 1635 Felipe IV aprueba la renuncia del duque Francisco Diego y cesión del oficio de regidor perpetuo de Salamanca a favor de Antonio Añaya Sotomayor.

## Explotación de minas de Cobre en Córdoba
El duque Francisco Diego poseía y explotaba minas de cobre de Valdepuercas, en Hinojosa del Duque.

## Crianza de Caballos en Belalcázar, Córdoba
En su yeguada de Belalcázar el duque Francisco Diego se dedicó a la crianza de caballos andaluces. Solicita en 1633 al rey Felipe IV licencia para tener dos garañones para las yeguas propias y de sus vasallos en el condado de Belalcázar, Córdoba.

## Herencia, patronazgos, señorío
Por real provisión de 23 de diciembre de 1614 Felipe III le concede, con motivo de su casamiento, como futuro VII duque de Béjar, X conde de Belalcázar, con Ana de Mendoza, futura III duquesa de Mandas, para que puedan agregar al ducado de Béjar y condado de Belalcázar, el mayorazgo de Mandas y los cuatro mayorazgos de Mondéjar. A la muerte de su padre Alonso Diego López de Zúñiga y Sotomayor, VI duque de Béjar y de Plasencia, acaecida el 14 de diciembre de 1619, heredó los títulos y estados de su casa y fue VII duque de Béjar y Plasencia, etc. El inventario de los bienes que dejó el duque Alonso Diego se realizó el 28 de diciembre de 1619. A instancias del duque Francisco Diego, el nuncio papal el 26 de mayo de 1620 expide la excomunión a las personas que supiesen, ocultasen o hubieran hurtado bienes libres pertenecientes al fallecido duque Alonso Diego y que no los entregasen o manifestasen.
La asignación de alimentos de su madre Juana de Mendoza Enríquez, VI duquesa-viuda de Béjar, monja en el convento de San José, en Écija, Sevilla, dio origen a un largo pleito. A la muerte de su primera esposa Ana de Mendoza en 1629, sostuvo un largo pleito con su suegra Ana de Mendoza y Enríquez, VI duquesa del Infantado.
El ayuntamiento de Burguillos del Cerro, Badajoz, ordenó celebrar el 2 de enero de 1621 fiestas en honor del nacimiento de Alonso Diego, primogénito de los VII duques de Béjar. El papa Urbano VII por breve de 4 de julio de 1624 le autoriza para que su hijo Iñigo pueda pertenecer a la Orden de San Juan de Jerusalén, a pesar de su corta edad. Por escritura de 9 de octubre de 1624 los duques Francisco Diego y su esposa Ana dan pleito homenaje en cumplimiento a la cláusula de los cuatro mayorazgos de Mondéjar, relativa a guardar y cumplir las condiciones de la fundación de dichos mayorazgos. El duque Francisco Diego agradece al rey Felipe IV por carta de 27 de septiembre de 1629 de la merced, comunicada por el conde-duque de Olivares, de dos hábitos para las personas que desee. El duque Francisco Diego hizo realizar del 1622 al 1624 obras de restauración en su castillo-palacio de Béjar. Por real cédula de 26 de febrero de 1635 Felipe IV le concede la redención de censos impuestos a los estados del ducado de Béjar, y por real cédulas de 6 de mayo y 27 de octubre de 1636 le concede gracia y facultad para vender o arrendar las escribanías públicas de los concejos de las villas de sus estados.
El duque Francisco Diego fue patrono del Convento de San Agustín y del Colegio Mayor de San Guillermo de Salamanca, fundados por María de Zúñiga y Pimentel, II duquesa de Béjar. Como patrono del Convento de la Piedad de Béjar, Salamanca ordenó en diciembre de 1624 una revisión jurídica de las normas y reglas que han de seguir las monjas dominicas que viven en el convento y de las que quieran ingresar en el mismo. Por testimonio de 1.º de enero de 1633 se le atestigua el patronazgo del Hospital de San Gil de Béjar, fundado por María de Zúñiga y Pimentel, II duquesa de Béjar. Los miembros de la cofradía de San Juan Bautista de Hervás, Cáceres, acuerdan en enero de 1628 modificar el estatuto de la cofradía, para evitar enfrentamientos y problemas con los vecinos de la villa, y lo presentan al duque Francisco Diego para su aprobación. Diversas personas y entidades solicitan del duque Francisco Diego licencias, favores o limosnas.
Escrituras de tomas de posesión de los estados heredados (villas, castillos, fortalezas) y toma de posesión de bienes mostrencos en Burguillos del Cerro, Badajoz.
El obispo de Plasencia, Sancho Dávila Toledo ordena el 21 de junio de 1626 a los vecinos de la villa de Béjar devolver los bienes que han robado al duque Francisco Diego, bajo pena de excomunión en caso contrario. A instancias del duque Francisco Diego acordó el concejo palentino de Villaconancio, el 16 de enero de 1626. continuar sirviendo al rey Felipe IV en la guerra contra Portugal, a cambio de que se les concediese facultad para poder roturar y sembrar ciertas tierras. El duque Francisco Diego da su consentimiento, por testimonio certificado de 20 de febrero de 1631, al consejo de Villanueva de los Castillejos para que solicite al rey la concesión de villa. Por real provisión de 22 de marzo de 1635 Felipe IV confirma la exención de la jurisdicción concedida por el duque Francisco Diego y otorga el título de villa a Talarrubias.
El duque Francisco Diego manda se cumplan las ordenanzas dadas el 23 de octubre de 1620 para la conservación y gobierno del monte de Castañar en Béjar y por escrituras de 1623 al 1624 ordena al consejo, justicia y regimiento de Gibraleón cumplir las instrucciones dadas para su administración y gobierno y por escritura de 15 de octubre de 1627 al consejo, justicia y regimiento de Grañón ordena se guarden y cumplan las ordenanzas provistas por él en 1622, para el buen gobierno de la villa. y por escritura de 3 de agosto de 1634 manda, con el mismo sentido, al consejo, justicia y regimiento de Belalcázar. Ordena en 1635 a los oficiales del consejo de Gibraleón que no realicen más talas en las dehesas y baldíos de la villa.
Escrituras de nombramientos de oficiales para los cargos públicos de las villas y fortalezas de sus estados. El duque Francisco Diego dispone por escritura de 31 de julio de 1620 que los alcaides de los castillos y fortalezas de sus estados, sirvan en sus oficios por un tiempo de tres años.
Escrituras sobre juicios de residencia de los oficiales que desempeñaban cargos públicos en sus estados. Autos contra oficiales de sus estados por excesos cometidos en su oficio y por otras razones.
El duque Francisco Diego otorgó testamento el 29 de noviembre de 1636.